# Nazionale di slittino della Russia
La nazionale di slittino della Russia è la rappresentativa nazionale della Russia in tutte le manifestazioni dello slittino, dalle Olimpiadi ai mondiali, passando per gli europei e la Coppa del Mondo.
Raggruppa tutta gli slittinisti di nazionalità russa selezionati dagli appositi organi ed è attualmente posta sotto l'egida della Federacija sannogo sporta Rossii (Федерации санного спорта России); sono inoltre previste squadre giovanili, che prendono parte ai Giochi olimpici giovanili, ai mondiali juniores, alle Coppe del Mondo juniores e giovani, nonché a tutte le altre manifestazioni internazionali di categoria.

## Storia
Dopo il periodo trascorso come repubblica federativa facente parte dell'Unione Sovietica, la Russia acquistò la propria indipendenza il 12 dicembre 1991; le prime avvisaglie del cambiamento si ebbero già dalla seconda metà degli anni ottanta dopo che la politica riformista voluta dall'allora neoeletto presidente sovietico Michail Gorbačëv aveva portato ad una decentralizzazione del potere favorendo una maggiore autonomia delle singole autorità locali e che nel 1990 si tradusse, da parte dei paesi baltici dell'Unione -e precisamente dell'Estonia, della Lettonia e della Lituania- in un processo per ottenere il ripristino dell'indipendenza. La spallata definitiva che portò alla Dissoluzione dell'Unione Sovietica si ebbe il 19 agosto 1991, quando il tentativo di colpo di stato, voluto da alcuni massimi esponenti del PCUS per deporre Gorbacëv e fermare questa crescente desiderio di autonomia da parte delle altre singole repubbliche formanti l'Unione Sovietica, fallì dopo soli tre giorni facendo sì che il presidente Gorbacëv ritornasse nuovamente al potere; questo fatto diede ancor più forza al processo liberista, guidato dal presidente della Repubblica federativa russa Boris El'cin, che prima proibì l'attività del PCUS in Russia e l'8 dicembre 1991, soli pochi mesi dopo la definitiva indipendenza delle tre repubbliche baltiche, firmò, insieme ai presidenti di altre due Repubbliche formanti l'Unione, quella ucraina e quella bielorussa, il trattato di Belaveža che sancì la dissoluzione dello Stato sovietico e la contemporanea nascita di una confederazione di stati sovrani, chiamata Comunità degli Stati Indipendenti. Con la ratifica dell'accordo disposta dal Soviet della RSFS russa avvenuta quattro giorni più tardi la Russia divenne quindi uno stato indipendente.
Questo sconvolgimento all'interno della nazione sovietica coinvolse ovviamente anche la squadra di slittino, che conseguentemente prima dell'inizio della stagione 1991/92 subì dapprima la divisione dagli atleti lettoni, che si presentarono al via delle competizioni con una propria nazionale, e poco dopo l'inizio di quella stessa stagione agonistica vide i propri atleti passare nell'arco di quattro mesi dal difendere la bandiera dell'Unione Sovietica, che sventolò per l'ultima volta su un podio di Coppa del Mondo ad Altenberg il 17 novembre 1991 grazie al secondo posto ottenuto dal doppio formato da Al'bert Demčenko ed Aleksej Zelenskij, a quella della Comunità degli Stati Indipendenti, per giungere infine a quella olimpica, sotto la quale parteciparono ai Giochi di Albertville 1992 con il nome di Squadra Unificata. Dalla stagione successiva la nazionale russa fece il suo debutto nelle gare slittinistiche internazionali: tale formazione, capitanata da Sergej Danilin -l'ultimo rimasto tra coloro che avevano conseguito vittorie a livello internazionale per l'Unione Sovietica- e formata da giovani elementi -quali appunto Demčenko- dovette attendere diversi anni prima di riuscire a primeggiare a livello internazionale come la precedente nazionale sovietica.
Per anni solo Al'bert Demčenko, che in carriera nella specialità del singolo conquistò due medaglie d'argento ai Giochi olimpici di Torino 2006 e di Soči 2014, il secondo posto ai mondiali di Altenberg 2012, due titoli europei a Winterberg 2006 ed a Sigulda 2010 e la vittoria della Coppa del Mondo nel 2004/05, riuscì ad attestarsi ai massimi livelli in questo sport per la sua nazione; ad eccezione di Demčenko infatti nessun altro atleta russo riuscì ad imporsi a livello assoluto in una competizione ufficiale fino alla stagione 2009/10 ed i soli altri podi furono conquistati nel doppio formato sempre da Demčenko con Zelenskij nella tappa di Coppa a Sigulda dell'edizione 1992/93, nella gara biposto dei campionati europei di Sigulda 1996 ancora con Demčenko insieme a Semën Kolobaev e nella prova a squadre durante la tappa di Coppa del 2006/07 disputata a Winterberg con la formazione composta da Aleksandra Rodionova, Michail Kuzmič e Jurij Veselov, oltre ovviamente allo stesso Demčenko.
Come accennato unicamente dal 2010 altri atleti russi riuscirono ad imporsi nello slittino: questo avvenne per merito di Viktor Knejb, che giunse terzo nella tappa di Coppa del Mondo ad Igls nel singolo uomini, e soprattutto nel singolo donne grazie a Tat'jana Ivanova, che conquistò il titolo europeo a Sigulda 2010, poi bissato a Paramonovo 2012 e che in carriera ha ottenuto anche una medaglia d'argento ai mondiali di Altenberg 2012; sempre a livello femminile anche Natal'ja Choreva è riuscita a conquistare la corona continentale a Sigulda 2014, mentre per quanto concerne i Giochi olimpici il miglior risultato ottenuto da una slittinista russa è stato il quarto posto raggiunto dalla Ivanova a Vancouver 2010.
Nella specialità del doppio, oltre ai già citati Demčenko e Zelenskij, la sola coppia capace di salire su un podio di Coppa è stata quella formata da Vladislav Južakov e Vladimir Machnutin, che hanno inoltre ottenuto il secondo posto agli 
europei di Sigulda 2014; a livello mondiale le migliori prestazioni di una coppia russa sono state le quarte posizioni colte da Demčenko e Kolobaev ad Altenberg 1996 e dagli stessi Južakov e Machnutin a Cesana Torinese 2011, mentre alle Olimpiadi il risultato più prestigioso è stato il quinto posto di Vladislav Antonov e Aleksandr Denis'ev a Soči 2014.
Per quanto concerne la prova a squadre la Russia ha conquistato la medaglia d'argento ai Giochi di Soči 2014 per merito di Ivanova, Demčenko, Antonov e Denis'ev; inoltre con il quartetto composto da Ivanova, Demčenko, Južakov e Machnutin ha ottenuto il secondo posto ai mondiali di Altenberg 2012 e si è imposta agli europei casalinghi di Paramonovo 2012; l'altro titolo europeo vinto è stato quello di Sigulda 2014 in cui si sono laureati campioni Choreva, Demčenko, Južakov e Machnutin.